# ممثلية الدنمارك في رام الله
مكتب ممثلية مملكة الدنمارك في رام الله هي الممثلية الدبلوماسية العُليا الدنماركية لدى دولة فلسطين. افتتحت عام 1994 في مدينة أريحا، ومنذ عام 1998 يقع مقرها في مدينة البيرة.

## قائمة الممثلون
| الترتيب | رئيس البعثة الدبلوماسية | تاريخ الاعتماد الدبلوماسي | تاريخ الانتهاء | ملك الدنمارك | رئيس دولة فلسطين | ملاحظات |
| ------- | ----------------------- | ------------------------- | -------------- | ------------ | ---------------- | ------- |
|         | كيم فنتش                | 5 أكتوبر 1997             |                |              | ياسر عرفات       |         |
|         | هانز ليلجبورغ           |                           | 2005           |              |                  |         |
|         | رولف هولومبو            | 9 نوفمبر 2005             |                |              | محمود عباس       |         |
|         | لارس ريهوف              | 2 أكتوبر 2009             |                |              | محمود عباس       |         |
|         | اندريس فريبورغ          |                           | أغسطس 2017     |              | محمود عباس       |         |
|         | نتاليا فينبرغ           | سبتمبر 2017               | 2021           |              | محمود عباس       |         |
|         | كيتل كارلسن             | 12 أغسطس 2021             | يوليو 2023     |              | محمود عباس       |         |
|         | سيغورد هالنغ            | 4 أكتوبر 2023             | لا يزال        |              | محمود عباس       |         |

## وصلات خارجية
- الموقع الرسمي